# Варано (Анкона)
Варано (итал. Varano) насеље је у Италији у округу Анкона, региону Марке.
Према процени из 2011. у насељу је живело 653 становника. Насеље се налази на надморској висини од 171 м.